# Teardrop
«Teardrop» es una canción de la banda británica de trip hop Massive Attack. Fue lanzado el 27 de abril de 1998 como el segundo sencillo de su tercer álbum, Mezzanine. La canción se convirtió en otro éxito del Reino Unido para el grupo, alcanzando el número 10 en la lista de sencillos del Reino Unido. La canción cuenta con la voz de Elizabeth Fraser de Cocteau Twins.
La canción también es conocida por su uso en numerosos programas de televisión y películas, en particular por el tema, en la televisión estadounidense, de la serie de televisión Dr. House. Las partes instrumentales de la canción al principio y al final, cuentan con un bombo de una batería que recuerda a un latido del corazón se utilizan al inicio de la misma.

## Letra
Elizabeth Fraser, escritora de la letra, reconoció haberse inspirado en la reciente muerte de su gran amigo Jeff Buckley quien se ahogó en 1997.

## Video musical
En el video musical de la canción aparece un feto de plástico en el útero, cantando la canción. Fue dirigido por Walter Stern.

## Lista de canciones
1. «Teardrop» (álbum versión) – 5:31
2. «Euro Zero Zero» – 5:24
3. «Teardrop» (Scream Team Remix) – 6:45
4. «Teardrop» (Mad Professor Mazaruni Instrumental Mix) – 6:24

## Posicionamiento en listas y certificaciones
| Lista (1998)                                | Mejor posición |
| ------------------------------------------- | -------------- |
| Alemania (Media Control AG)                 | 52             |
| Australia (ARIA)                            | 16             |
| Bélgica (Flandes) (Ultratip Bubbling Under) | 17             |
| Dinamarca (Tracklisten)                     | 12             |
| Irlanda (IRMA)                              | 18             |
| Nueva Zelanda (Recorded Music NZ)           | 19             |
| Países Bajos (Mega Single Top 100)          | 64             |
| Reino Unido (UK Singles Chart)              | 10             |
| Suiza (Schweizer Hitparade)                 | 75             |

| País        | Organismo certificador | Certificación  | Ref.   |
| ----------- | ---------------------- | -------------- | ------ |
| Reino Unido | BPI                    | Disco de Plata | [ 12 ] |

## Versiones

### Newton Faulkner
Newton Faulkner realizó su versión de la canción incluida en su álbum Hand Built by Robots, producido por Mike Spencer. Esta versión alcanzó el #60 en la lista de sencillos de UK Singles Chart en agosto de 2007. Fue lanzado como un sencillo oficial el 10 de diciembre de 2007, y alcanzó el número 57 en la lista a la semana siguiente. La versión del disco está disponible en iTunes de Australia, en la que incorpora una versión acústica.

### O'Hooley & Tidow
O'Hooley & Tidow versionado la canción en su álbum The Fragile. The Guardian describió su versión de "Teardrop" como "una exquisita reelaboración" y fue votado por The Guardian crítico de música Jude Rogers como uno de los mejores temas del 2012.

### José González
José González realizó su versión en su segundo álbum In Our Nature. El sencillo fue lanzado en Europa, el 12 de noviembre de 2007. El sencillo contiene una pista instrumental editado como lado B, "Four Forks Ache." Esta versión también fue presentada en el drama médico House M. D. en el episodio "Wilson's Heart".

#### Lista de canciones
1. «Teardrop» – 3:22
2. «Four Forks Ache» – 5:25

### Civil Twilight
Civil Twilight realizó su versión el 13 de abril de 2010 la cual fue incluida en el álbum "Live from SoHo", lanzado sólo para iTunes. La banda firmó con Wind-Up Records, lanzó la versión de estudio de la canción como sencillo el 10 de agosto de 2010.

### Elbow
Elbow versionó "Teardrop" en una interpretación en vivo para la BBC Radio 1. Una versión grabada también se incluyó como lado B en su sencillo de 2004 "Not a Job".

### Red Hot Chilli Pipers
La banda de rock céltico Red Hot Chili Pipers ha versionado la canción al final de su álbum "Blast" en 2008, una actuación en directo en el Old Fruitmarket en Glasgow.

### The Collective
La canción fue versionada por un conjunto de artistas reunidos por el cantante y compositor británico Gary Barlow llamado The Collective. Fue lanzado como sencillo benéfico para la campaña Children in Need 2011 alcanzando el número 24 de la lista de sencillos del Reino Unido. Fue producido por Labrinth, y contó con la participación de diversos artistas, entre ellos: Chipmunk, Dot Rotten, Ed Sheeran, Ms. Dynamite, Mz. Bratt, Tulisa Contostavlos, Rizzle Kicks, Tinchy Stryder y Wretch 32.